# Navi Rawat
Pour les articles homonymes, voir Rawat.
Navi Rawat, née Navlata Rawat le 5 juin 1977 à Malibu (Californie), est une actrice américaine.

## Biographie
Son père Rajaji Rawat est Indien et sa mère Claudia Littmann est allemande. Elle est diplômée de la Tisch School of the Arts de l'université de New York.
À la télévision, elle est surtout connue pour les rôles de Theresa dans la série Newport Beach et de Amita Ramanujan dans Numb3rs.
En 2009, elle joue dans la série Flashforward (saison 1, épisode 5). En 2010, elle joue dans l'épisode 19 de la saison 2 de la série policière évènement Castle.

## Filmographie

### Cinéma
- 2003 : La Voix des crimes (Thoughtcrimes) : Freya McAllister
- 2005 : Feast : Heroine
- 2007 : Undead or Alive : Sue
- 2012 : The Collection : Lisa

### Télévision
- 2002 : 24 Heures chrono (Saison 1) : Mélanie
- 2003 - 2004 : Newport Beach : Theresa
- 2004 : Angel : Dana
- 2005 - 2010 : Numb3rs : Amita Ramanujan
- 2009 : Flashforward
- 2010 : Castle (saison 2, épisode 19) : Rachel Walters
- 2010 : Burn Notice (saison 4) : Kandra
- 2013 : Grey's Anatomy (saison 9, épisode 12) : Heidi
- 2018 : Magnum (saison 1, épisode 7) : Isabelle Simpson